# 31 de l'Àguila
31 de l'Àguila (31 Aquilae) és una estrella subgegant de la constel·lació de l'Àguila. Té una magnitud aparent de 5,17. Té una edat probablement similar a NGC 188, el cúmul més antic conegut, molt ric en metalls.